# Tressler Bank
Koordinaten: 65° 0′ S, 95° 0′ O
Die Tressler Bank (englisch) ist eine Bank in der östlichen Davissee vor der Küste des ostantarktischen Königin-Marie-Land. Sie erstreckt sich vom 94. bis zum 96. östlichen Längengrad und liegt in einer Meerestiefe von minimal 102 Metern.
Entdeckt wurde sie bei der US-amerikanischen Operation Highjump (1946–1947). Die Besatzungen der USS Burton Island und der USCGC Edisto nahmen während der Operation Windmill (1947–1948) Tiefenlotungen vor. Das Advisory Committee on Antarctic Names benannte sie 1958 nach Willis L. Tressler (1903–1973), wissenschaftlicher Leiter der Wilkes-Station im selben Jahr.